# جيمس جونز (لاعب كريكت)
جيمس جونز (1878 في المملكة المتحدة - ) (بالإنجليزية: James Jones)‏ هو لاعب كريكت بريطاني. لعب مع نادي مقاطعة لانكشر للكريكت ‏ وCheshire County Cricket Club ‏.

## وصلات خارجية
- جيمس جونز على موقع إي آس بي آن كريك إنفو (الإنجليزية)